# Cadre-47/1-Europameisterschaft 1967

Logo CEB (ausrichtender Verband)

Veranstaltungsort: Marcq-en-Barœul

Die Cadre-47/1-Europameisterschaft 1967 war das elfte Turnier in dieser Disziplin des Karambolagebillards und fand vom 5. bis zum 8. Januar 1967 in Marcq-en-Barœul, im französischen Département Nord, statt. Es war die vierte Cadre-47/1-Europameisterschaft in Frankreich.

## Geschichte
Zwei bisherige Europarekorde wurden bei dieser EM deutlich verbessert. Der Titelverteidiger Jean Marty verbesserte seinen eigenen Rekord im Generaldurchschnitt (GD) aus dem Vorjahr auf 35,00 und Antoine Schrauwen verbesserte seinen eigenen Europarekord im besten Einzeldurchschnitt (BED) aus dem Jahr 1962 auf 150,00. Der Deutsche Meister Siegfried Spielmann musste gesundheitsbedingt die Meisterschaft kurzfristig absagen und wurde durch Robert Joly ersetzt.

## Turniermodus
Es wurde im Round Robin System bis 300 Punkte gespielt. Bei MP-Gleichstand wird in folgender Reihenfolge gewertet:
1. MP = Matchpunkte
2. GD = Generaldurchschnitt
3. HS = Höchstserie

## Abschlusstabelle
| MP    | Match Points (Sieger = 2; Unentschieden = 1; Verlierer = 0) |
| Pkte. | Erzielte Karambolagen                                       |
| Aufn. | Benötigte Versuche                                          |
| GD    | Generaldurchschnitt                                         |
| BED   | Bester Einzeldurchschnitt eines Spielers                    |
| HS    | Höchstserie                                                 |
|       | Bester GD des Turniers                                      |
|       | Bester ED des Turniers                                      |
|       | Beste HS des Turniers                                       |
|       | 1. Platz (Gold)                                             |
|       | 2. Platz (Silber)                                           |
|       | 3. Platz (Bronze)                                           |

| Platz                      | Name                 | MP   | Pkte. | Aufn. | GD    | BED    | HS  |
| -------------------------- | -------------------- | ---- | ----- | ----- | ----- | ------ | --- |
| 1                          | Jean Marty           | 14:0 | 2100  | 60    | 35,00 | 100,00 | 229 |
| 2                          | Antoine Schrauwen    | 12:2 | 1870  | 71    | 26,33 | 150,00 | 188 |
| 3                          | Hans Vultink         | 8:6  | 1688  | 80    | 21,10 | 42,85  | 198 |
| 4                          | José Gálvez          | 8:6  | 1757  | 86    | 20,43 | 30,00  | 144 |
| 5                          | John van den Branden | 8:6  | 1675  | 84    | 19,94 | 37,50  | 204 |
| 6                          | Joop Roodenburg      | 4:10 | 1033  | 82    | 12,59 | 18,75  | 82  |
| 7                          | Robert Joly          | 2:12 | 916   | 107   | 8,56  | 8,57   | 55  |
| 8                          | Heinrich Weingartner | 0:14 | 1026  | 134   | 7,65  | –      | 55  |
| Turnierdurchschnitt: 17,13 |                      |      |       |       |       |        |     |